# Pectiniseta yaeyamensis
Pectiniseta yaeyamensis är en tvåvingeart som beskrevs av Shinonaga 2003. Pectiniseta yaeyamensis ingår i släktet Pectiniseta och familjen husflugor. Inga underarter finns listade i Catalogue of Life.